# موتوکو ساساکی
موتوکو ساساکی (انگلیسی: Motoko Sasaki؛ زاده ۱۵ فوریهٔ ۱۹۶۷) بازیگر و رقصنده اهل ژاپن است.